# Malaysia Open 1965
Die Malaysia Open 1965 im Badminton fanden im August 1965 in Alor Setar statt. Es war die 24. Austragung der internationalen Titelkämpfe im Badminton von Malaysia.

## Titelträger
| Disziplin    | Sieger                             |
| ------------ | ---------------------------------- |
| Herreneinzel | Tan Aik Huang                      |
| Dameneinzel  | Rosalind Singha Ang                |
| Herrendoppel | Tan Yee Khan Ng Boon Bee           |
| Damendoppel  | Teoh Siew Yong Rosalind Singha Ang |
| Mixed        | Teh Kew San Ng Mei Ling            |

## Finalergebnisse
| Disziplin    | Sieger                             | Finalist                        | Ergebnis          |
| ------------ | ---------------------------------- | ------------------------------- | ----------------- |
| Herreneinzel | Tan Aik Huang                      | Yew Cheng Hoe                   | 15–8, 15–9        |
| Dameneinzel  | Rosalind Singha Ang                | Teoh Siew Yong                  | 11–5, 10–12, 11–8 |
| Herrendoppel | Tan Yee Khan Ng Boon Bee           | Khor Cheng Chye Lee Guan Chong  | 15–4, 15–5        |
| Damendoppel  | Teoh Siew Yong Rosalind Singha Ang | Chong Yoon Choo Phuah Kooi Fan  | 15–1, 15–5        |
| Mixed        | Teh Kew San Ng Mei Ling            | Eddy Choong Rosalind Singha Ang | 15–10, 15–7       |